# Le Dauphiné Libéré

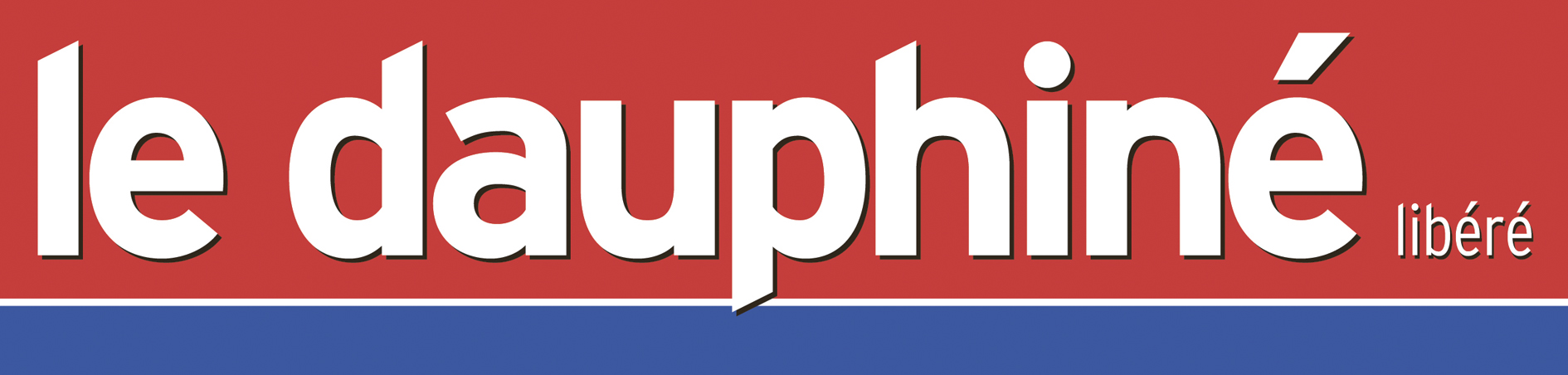
Logo

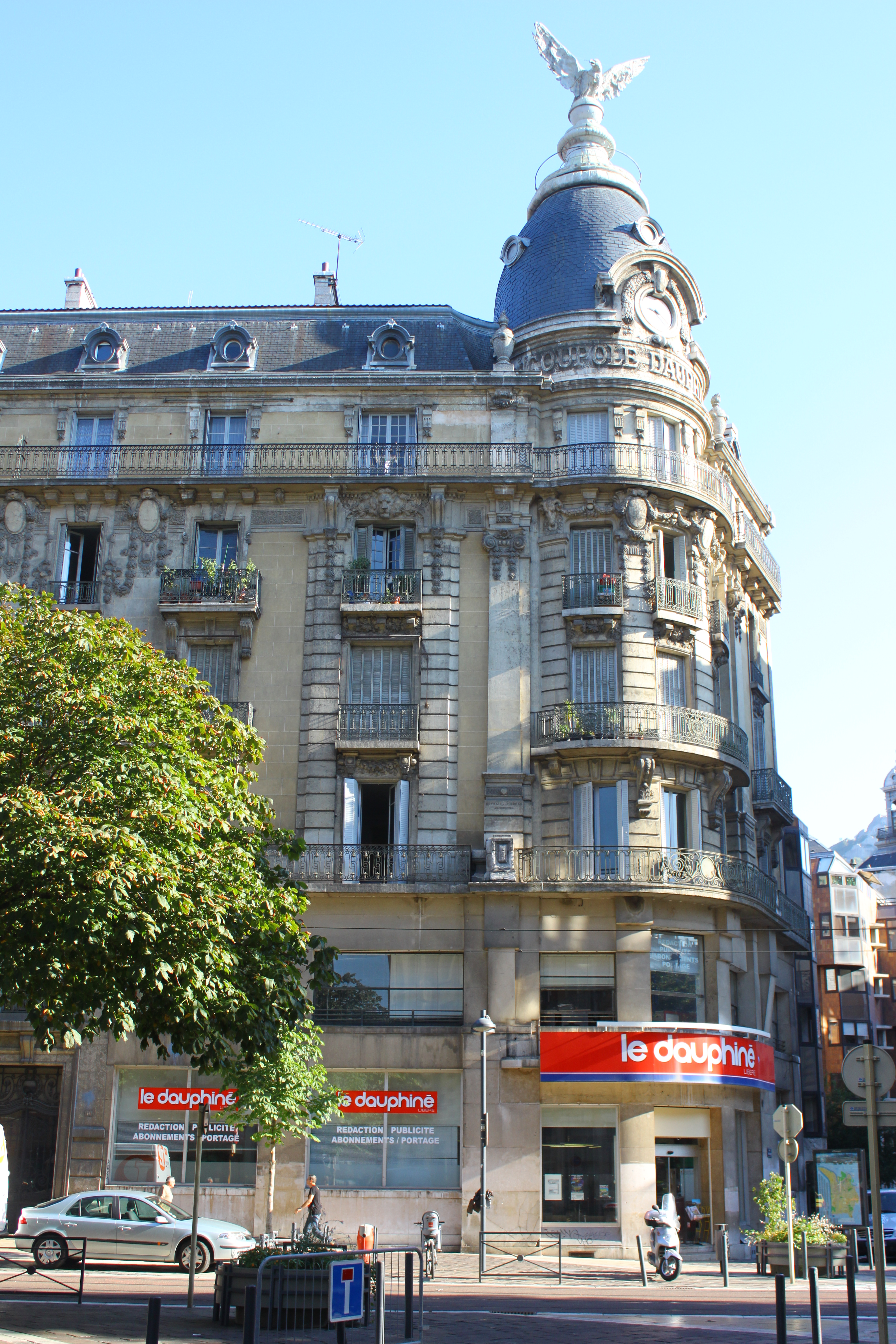
Kantoor van Le Dauphiné Libéré in Grenoble

Le Dauphiné Libéré (lett: "De bevrijde Dauphiné") is een Zuid-Frans regionaal dagblad. De krant werd in 1945 opgericht en komt in verschillende lokale edities uit in de Franse departementen Ain, Hautes-Alpes, Ardèche, Drôme, Isère, Savoie, Haute-Savoie en Vaucluse. Buiten Frankrijk is de Dauphiné Libéré ook bekend van de gelijknamige wielerwedstrijd.
De krant kent een oplage van ca. 303.500 exemplaren. Het hoofdkwartier is gevestigd in de agglomeratie van Grenoble.
De Dauphiné Libéré werd kort na de Tweede Wereldoorlog opgericht door zeven leden van de Résistance: Louis Richerot, Fernand Policand, Elie Vernet, Alix Berthet, Roger Guerre, André Philippe en Georges Cazeneuve. Het eerste nummer verscheen op 7 september 1945.